# Uchtdorf
Uchtdorf este o comună din landul Saxonia-Anhalt, Germania.